# SWEET SOUL REVUE
「スウィート・ソウル・レヴュー」(sweet soul revue)は、1993年4月7日に発売されたピチカート・ファイヴ通算4作目のシングル。

## 解説
日本コロムビア移籍後初シングル。
「スウィート・ソウル・レヴュー」は'93カネボウ化粧品夏のイメージ・ソングのために制作。アルバム『ボサノヴァ 2001』にオープニングとエンディングが若干異なるヴァージョンがで収録された。
小西康陽によれば「打合せに行って“レヴュー”と“頬ずり”という言葉をCMサイズの中に織り込んで欲しい、と言われた途端に頭の中にメロディが浮かんでしまいました。“ほほ頬ずりしたくなるでしょ”というサビ前のメロディが、一番自分らしいというか、自然に出てくるメロディに抵抗しないとこうなる、という感じです」。サビが先に出来てしまったので、後で書いたAメロ（“今朝はじめて～ついて行こうよ”）は、反対に技巧的にうまく出来ていると自分でも感心するという。
小西がニューヨークの高級デパート『バーニーズ・ニューヨーク』に行った際に本楽曲が店内BGMとして流れており、思わず店員の女性に「これ、僕が作った曲」と話しかけたが「まぁ、それは素敵ね」とニッコリされただけだったという。
アメリカのコメディ映画『陪審員だよ、全員集合！』のエンディングテーマに採用されている。
2012年、ボーカル野宮真貴がデビュー30周年記念アルバム『30 〜Greatest Self Covers & More!!!〜』で、DAISHI DANCEプロデュースにてセルフ・カヴァー。

## 収録曲
1. スウィート・ソウル・レヴュー sweet soul revue (radio edit)
  - 詞 ⁄ 曲 ⁄ 編曲：小西康陽
  - '93カネボウ化粧品夏のイメージ・ソング
  - TBS系「週刊さんまとマツコ」エンディングテーマ
2. スウィート・ソウル・レヴュー sweet soul revue (turtles in the night mix)
3. スウィート・ソウル・レヴュー sweet soul revue (instrumental)

## クレジット
sweet soul revue (turtles in the night mix)
- produced and arranged by AYUMI OBINATA from MAGIC WARE
- guitar: GEMI TAYLOR
- AYUMI OBINATA (MAGIC WARE) appears courtesy of OVERHEAT MUSIC
- sweet spring and soul summer cuts for '93
- available now!! “INSTANT REPLAY” the new pizzicato five lp
- DESIGN C.T.P

## カヴァー
| アーティスト                     | 収録作品（初出のみ）                                          | 発売日         | 規格   | 品番       |
| -------------------------------- | ------------------------------------------------------------- | -------------- | ------ | ---------- |
| トーキョーズ・クーレスト・コンボ | TOKYO'S COOLEST COMBO IN TOKYO                                | 1993年7月1日   | CD     | COCA-10867 |
| トーキョーズ・クーレスト・コンボ | FIVE LIVE COOLEST COMBO EP 〜真夏の夜のクーレスト・コンボ     | 1993年12月1日  | CD     | COCA-11356 |
| SONOMI                           | DANCEHALL PREMIER presents PREMIER LOVERS 2                   | 2006年5月24日  | CD     | COCP-33624 |
| 沼倉愛美、今井麻美、原由実       | THE IDOLM@STER STATION!!! SECOND TRAVEL 〜Seaside Date〜      | 2010年6月30日  | CD+DVD | COZX-443   |
| DJ☆博多めぐみ                    | J-POPキラキラHOUSE                                            | 2010年8月18日  | CD     | FLCD-8002  |
| 野宮真貴                         | 30 〜Greatest Self Covers & More!!!〜                         | 2012年1月25日  | CD     | AICL-2343  |
| バニラビーンズ                   | アイドルばかりピチカート -T-Palette Records×KONISHI yasuharu- | 2015年4月22日  | CD     | TKCA-74215 |
| たなかりか                       | Japanese Songbook 2                                           | 2016年11月16日 | CD     | PCCY.50076 |